# Ganso
Ganso, bürgerlich Paulo Henrique Chagas de Lima (* 12. Oktober 1989 in Ananindeua, Pará), in Brasilien auch bekannt als Paulo Henrique Ganso, ist ein brasilianischer Fußballspieler. Mit dem FC Santos gewann er unter anderem die Copa Libertadores 2011.

## Karriere

### Verein
Ganso wurde vom ehemaligen Nationalspieler Giovanni entdeckt und begann seine Fußballerkarriere in dessen Jugendverein Tuna Luso Brasileira. 2005 wechselte er zu Paysandu SC, doch nicht einmal ein Jahr später wurde er vom brasilianischen Topklub FC Santos unter Vertrag genommen.
Nach einer schweren Verletzung, die ihn 2007 sechs Monate ausfallen ließ, gewann er 2007 und 2008 mit seinem Team die U-20-Staatsmeisterschaft von São Paulo.
Am 11. Mai 2008 (1. Spieltag) debütierte Ganso im Spiel gegen Flamengo Rio de Janeiro in der Série A. Seinen ersten Treffer erzielte er am 4. Juli 2009, dem 9. Spieltag der Saison 2009, zum 1:0-Erfolg über Sport Recife. In dieser Saison erzielte er in 29 Partien vier Treffer.
2010 gewann Ganso mit dem FC Santos die Staatsmeisterschaft von São Paulo und den brasilianischen Pokal. In beiden Wettbewerben wurde er anschließend zum besten Spieler gekürt. In der Série A-Saison 2010, die wie jedes Jahr erst im Mai und damit nach den Staatsmeisterschaften begann, spielte er zunächst ebenfalls regelmäßig. Auch zu seinem Debüt in der Copa Sudamericana kam es am 13. August 2010 in der 2. Runde gegen den Avaí FC, ein weiterer Einsatz folgte im Rückspiel, das sechs Tage später stattfand. Ende August 2010 zog sich Ganso einen Kreuzbandriss zu, der ihn erneut zu einer mehr als sechsmonatigen Pause zwang.
Am 17. März 2011 gab er im Copa-Libertadores-Spiel gegen CSD Colo-Colo schließlich sein Comeback, das Spiel war gleichzeitig sein erstes in diesem Wettbewerb. Nach einer erneuten Verletzung im Mai 2011 wurde er rechtzeitig zum Rückspiel des Copa Libertadores-Finales wieder fit und sicherte sich mit seinem Team durch einen 2:1-Sieg über CA Peñarol aus Uruguay den Titel im wichtigsten Wettbewerb des südamerikanischen Vereinsfußballs. Bei der anschließenden FIFA-Klub-Weltmeisterschaft im Dezember 2011 wurde Ganso in beiden Partien des FC Santos eingesetzt, im Finale unterlag Santos dem FC Barcelona mit 0:4.
In einer der größten Transaktionen in der Geschichte des brasilianischen Fußballs zog es Ganso im September 2012 zum FC São Paulo. Er unterschrieb einen Fünfjahresvertrag bis Ende 2017 und Santos erhielt für rund 45 % der Rechte an dem Spieler, etwa 24 Millionen Real. Bei seiner offiziellen Präsentation wurde er von mehr als 40.000 Menschen im Morumbi-Stadion gefeiert.
Im Juli 2016 wechselte er nach Spanien zum FC Sevilla. Nach zwei Spielzeiten mit wenig Einsätzen wechselte Ganso im August 2018 auf Leihbasis nach Frankreich zum SC Amiens. Kurz nach der Winterpause 2018/19 wurde bekannt, dass Ganso nach Brasilien zurückgeht. Er wechselte fest zu Fluminense Rio de Janeiro. Der Kontrakt geht über eine Laufzeit von fünf Jahren.

### Nationalmannschaft
Ganso nahm 2009 an der U-20-Weltmeisterschaft in Ägypten teil. Während des Turniers wurde er sieben Mal eingesetzt, wobei er im Gruppenspiel gegen Australien auch einen Treffer beisteuern konnte. Auch im Finale gegen Ghana, das unglücklich mit 3:4 im Elfmeterschießen verloren wurde, stand Ganso auf dem Feld.
Im Mai 2010 wurde Ganso in den erweiterten Kader der brasilianischen Nationalmannschaft für die WM 2010 berufen und sollte als Ersatzmann für den verletzten Kaká mit nach Südafrika fahren. Da Kaká jedoch rechtzeitig fit wurde, wurde Ganso schließlich nicht in den endgültigen Kader aufgenommen. Nach der für die brasilianische A-Nationalmannschaft enttäuschend verlaufenden WM in Südafrika, kam Ganso am 10. August 2010 im ersten Freundschaftsspiel nach der Weltmeisterschaft – einem 2:0-Sieg gegen die USA in New Jersey – unter Neu-Trainer Mano Menezes zu seinem ersten Einsatz in der Seleção  Seither wird der Mittelfeldspieler regelmäßig ins Aufgebot berufen.
Am 19. Mai 2011 gab Nationaltrainer Mano Menezes den vorläufigen Kader zur Copa América 2011 in Argentinien bekannt, zu dem Ganso verletzungsbedingt zunächst nicht gehörte. Im endgültigen 23-Mann-Kader war er jedoch vertreten. Bei der Copa América lief Ganso im Trikot mit der „Nummer 10“ in allen vier Partien Brasiliens auf, scheiterte aber mit seinem Team bereits im Viertelfinale an Paraguay.
2012 nahm er mit der Olympiamannschaft an den Olympischen Spielen in London teil, bei denen Brasilien zum ersten Mal die Goldmedaille gewinnen wollte. Im Finale musste sich Brasilien aber mit 1:2 der mexikanischen Mannschaft geschlagen geben. Ganso kam nur in den ersten beiden Spielen zum Einsatz.
2016 wurde der Spieler kurzfristig in den Kader für die Copa America 2016 berufen, nachdem Kaká verletzungsbedingt absagen musste.

## Erfolge
Nationalmannschaft
- Olympische Spiele: Silbermedaille 2012

Santos
- U-20-Staatsmeisterschaft von São Paulo: 2007, 2008
- Staatsmeisterschaft von São Paulo: 2010, 2011, 2012
- Copa do Brasil: 2010
- Copa Libertadores: 2011
- Recopa Sudamericana: 2012

São Paulo
- Copa Sudamericana: 2012

Fluminense
- Taça Rio: 2020
- Taça Guanabara: 2022
- Staatsmeisterschaft von Rio de Janeiro: 2022, 2023
- Copa Libertadores: 2023
- Recopa Sudamericana: 2024

## Auszeichnungen
- Bola de Prata: 2014
- Bester Spieler der Copa do Brasil: 2010
- Bester Mittelfeldspieler der Staatsmeisterschaft von São Paulo: 2010, 2012